# Pokola
Pokola – miasto w północnym Kongu, w departamencie Sangha. Według danych na rok 2007 liczyło 10 465 mieszkańców.